# Bactrocera aurantiaca
Bactrocera aurantiaca
 es una especie de díptero que Drew y Hancock describieron por primera vez en 1981. Bactrocera aurantiaca pertenece al género Bactrocera de la familia Tephritidae.